# Jake Goldberg
Jake Goldberg (Nova Iorque, 7 de fevereiro de 1996) é um ator norte-americano, que ficou famoso por seu papel em Gente Grande e Gente Grande 2.
Goldberg teve um papel menor em Law & Order: Special Victims Unit no episódio "não-ortodoxos", como Adam Trembley. Ele fez dublagens em Lucas - Um Intruso no Formigueiro e também dublou Pablo o pinguim em The Backyardigans durante as temporadas 2 a 4.
Nascido em Nova Iorque, Goldberg viveu em Israel por cinco anos. Ele atualmente vive em Chappaqua, Nova Iorque.